# Aya Kamiki
Aya Kamiki (jap. 上木彩矢 Kamiki Aya), właściwie Ayako Tsukada (jap. 塚田綾子 Tsukada Ayako), (ur. 10 września 1985 w Sapporo) – japońska piosenkarka, modelka i aktorka, a także wokalistka zespołu UROBOROS oraz rockowego duetu Sonic Lover Reckless z gitarzystką Lovebites Miyako.

## Dyskografia

### Single
| Nr | Tytuł                                                                         | Data wydania     |
| -- | ----------------------------------------------------------------------------- | ---------------- |
| 1  | Communication Break                                                           | 15 marca 2006    |
| 2  | Pierrot (jap. ピエロ Piero)                                                   | 12 kwietnia 2006 |
| 3  | Mō kimi dake o hanashitari wa shinai (jap. もう君だけを離したりはしない)      | 31 maja 2006     |
| 4  | Nemutteita Kimochi Nemutteita Kokoro (jap. 眠っていた気持ち 眠っていたココロ) | 1 listopada 2006 |
| 5  | Misekake no I love you (jap. ミセカケの I love you)                           | 23 maja 2007     |
| 6  | Ashita no tame ni (jap. 明日のために)                                         | 25 lipca 2007    |
| 7  | SUMMER MORNING                                                                | 5 marca 2008     |
| 8  | Kimi Sarishi Yuuwaku (jap. 君去りし誘惑)                                      | 18 czerwca 2008  |
| 9  | Summer Memories                                                               | 6 sierpnia 2008  |
| 10 | Sekai wa sore demo kawari wa shinai (jap. 世界はそれでも変わりはしない)       | 3 grudnia 2008   |

### Albumy
| Nr | Tytuł                                                                       | Data wydania         |
| -- | --------------------------------------------------------------------------- | -------------------- |
| 1  | Secret Code                                                                 | 12 lipca 2006        |
| 2  | Ashita no tame ni ～ Forever More ～ (jap. 明日のために ～ Forever More ～) | 10 października 2007 |
| 3  | Are you happy now?                                                          | 10 września 2008     |

### Mini-albumy
| Nr | Tytuł         | Data wydania     |
| -- | ------------- | ---------------- |
| 1  | CONSTELLATION | 25 maja 2005     |
| 2  | ROCK ON       | 21 września 2005 |